# Sædding Kirke
 Ikke forveksle med Sædden Kirke i bydelen Sædding i Esbjerg
Sædding Kirke er en middelalderlig kirke i romansk stil cirka 1 km nordøst for landsbyen Rækker Mølle. 